# Ян Замойський (холмський каштелян)
Ян Замойський (пол. Jan Zamoyski; бл. 1570–1619) — державний та військовий діяч часів Речі Посполитої.

## Життєпис
Походив з польського магнатського роду Замойських гербу Єліта Замойських. Син Яна Замойського. Його мати походила з роду Горжковських. Замолоду брав участь у військових справах. Призначається ротмістром королівським.
1588 року призначено стражником прикордонної варти. Учасник численних війн із кримськими татарами на південних кордонах Речі Посполитої. Командував польсько-литовським військом, що розгромило 18 серпня 1589 року під Бавором кримсько-татарську орду, що вдерлася на Подолію та в Галичину у відповідь на руйнування запорожцями Очакова та Акермана.
Близько 1592 року одружився з князівною Ганною Вишневецькою. 1600 року стає стражником польним коронним.
1604 року призначено каштеляном Холму, внаслідок чого увійшов до сенату. У 1609, 1613 і 1615 роках брав участь у сеймах. 1619 року загинув у бою з татарами.

## Родина
Дружина — Ганна Вишневецька
Діти:
- Єжи (1593-д/н)
- Маврицій
- Здислав Ян (бл. 1592—1670), підстолій львівський 1546 року, каштелян черняховський 1656 року
- Олександр (д/н — бл.1644), стражник великий коронний 1619 року, чоловік Анни Лянцкоронської (донька Миколая Лянцкоронського, львівського хорунжого)
- Ян (1599/1600—1656), домініканець, єпископ луцький 1654—1655 років
- Гелена, дружина воєводи мазовецького Анджея Гурського